# ایرپلی

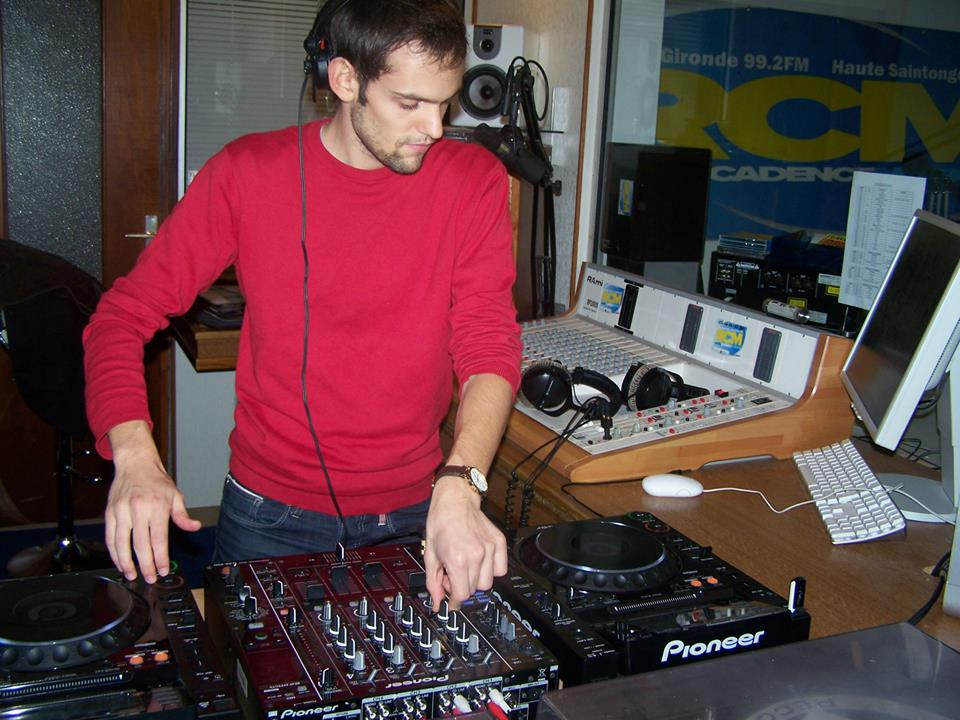
یک دی‌جی رادیویی در حال پخش موسیقی

ایرپلی (انگلیسی: Airplay) در همه‌فرستی رادیویی اشاره دارد به تعداد دفعاتی که یک ترانه در ایستگاه‌های رادیویی پخش می‌شود. به عبارت دیگر، ترانه‌ای که روزانه چندین بار پخش می‌شود، مقدار زیادی ایرپلی خواهد داشت. موسیقی‌هایی که بین سال‌های دههٔ ۱۹۴۰ تا دههٔ ۱۹۶۰ در جوک‌باکس‌ها، باشگاه‌های شبانه و دیسکوتک‌ها محبوبیت کسب کردند نیز می‌توانستند دارای ایرپلی باشند.
برای همه‌فرستی‌های تجاری، ایرپلی معمولاً در نتیجهٔ قرار گرفتن در چرخش حاصل می‌شود، و همچنین می‌توان در زمان قرار گرفتن یک قطعهٔ موسیقی در پلی‌لیست ایستگاه رادیویی به درخواست مدیر موسیقی، که احتمالاً بواسطهٔ پرداخت برای پخش تحت حمایت مالی ناشر موسیقی صورت می‌گیرد، این اصطلاح را به کار برد. برای ایستگاه‌های رادیوی دانشجویی، رادیوی اجتماعی یا رادیوی مستقل، این اصطلاح غالباً به ترانه‌های انتخاب‌شده از سوی هر دی‌جی، که معمولاً بر اساس پیشنهاد مدیر موسیقی انتخاب می‌شوند، اطلاق می‌گردد.
بیشتر کشورهای جهان دست کم دارای یک چارت ایرپلی رادیویی هستند، اگرچه کشورهای بزرگتری همچون کانادا، ایالات متحده آمریکا، بریتانیا، آلمان، استرالیا، ژاپن و برزیل جهت پوشش دادن سبک‌های متنوع و مناطق مختلف کشور دارای چندین چارت هستند.
ترانه‌هایی که در چارت‌های ایرپلی موفق بودند، اما از فروش ضعیفی برخوردار بودند، معمولاً با نام «آهنگ جنجالی ترن‌تیبل» شناخته می‌شدند، در حالی که ایستگاه‌های رادیویی تنها صفحه‌های تک‌آهنگ را پخش می‌کردند. ایرپلی می‌تواند در موفقیت اثر یک خواننده نقشی حیاتی داشته‌باشد، و در کنار وبگاه‌های خدمات شبکه‌های اجتماعی، برای هنرمندانی که قصد شناساندن نامشان به عموم مخاطبان را دارند، شیوه‌ای مؤثر محسوب می‌شود.
قطعهٔ دوباره تلاش کن (۲۰۰۰) اثر آلیا نخستین ترانه‌ای بود که تنها با اتکا به توانمندی خود در کسب ایرپلی رادیویی موفق شد به جایگاه اول در ۱۰۰ آهنگ داغ بیلبورد دست یابد.
نظارت بر ایرپلی رادیویی از طریق فناوری شناسایی هویت موسیقی و با کمک سرویس تشخیص خودکار محتوا صورت می‌پذیرد.